# خانه لهراسبی
منزل لهراسبی  مربوط به اواخر دوره قاجار است و در شیراز، خیابان لطفعلیخان زند، کوچه مسجد گنج واقع شده و این اثر در تاریخ ۲۵ اسفند ۱۳۸۰ با شمارهٔ ثبت ۵۰۳۱ به‌عنوان یکی از آثار ملی ایران به ثبت رسیده است.